# Josée Dayan
Josée Dayan (Tolosa, 6 ottobre 1943) è una regista e produttrice televisiva francese.

## Biografia
Josée Dayan nasce il 6 ottobre 1943 a Tolosa, ma cresce ad Algeri, dove suo padre, Albert Dagnant (di origini ebraiche e israeliane), lavora come regista e cantante lirico. La madre di quest'ultimo, quindi la nonna di Josée, possedeva l'Africa Hall, uno dei cinema più importanti della capitale algerina.
Sin dall'età di 10 anni fino agli anni '60, Josée frequenta la scuola di cinema Institute for Advanced Film Studies di Parigi.

## Carriera
Iniziando con la direzione di pièce teatrali anche alla prestigiosa Opéra di Parigi, Josée Dayan inizia poi a dirigere numerosi film TV e singoli episodi di serie TV. Il suo primo vero lavoro cinematografico è stato un documentario omonimo, uscito nel 1979 e dedicato alla scrittrice francese Simone de Beauvoir. Tra le opere teatrali che ha diretto vi sono Le nozze di Figaro, nel 1980, o L'ex-femme de ma vie, nel 1989.
È divenuta soprattutto nota per i suoi adattamenti cinematografici di opere letterarie come Il conte di Montecristo nel 1998 (con protagonista Gérard Depardieu) che ha raccolto ben 15 milioni di telespettatori durante la sua prima trasmissione sul piccolo schermo, I miserabili nel 2000, Le relazioni pericolose nel 2003 (con protagonista Catherine Deneuve) e La maledizione dei Templari nel 2005.
Suoi sono anche numerosi kolossal e film in costume; nonché diversi cortometraggi, come Plein fer (1990) e Amour et chocolat (1992).
Nel 2001 ha diretto This Love (titolo originale: Cet Amour-Là), biopic basato sulla vita di Marguerite Duras (qui interpretata da Jeanne Moreau), che tuttavia non è stato un successo.
Nel 2008 ha iniziato una serie di 4 film per la televisione sceneggiati da Fred Vargas e tutti aventi come protagonista Jean-Hugues Anglade.
Nel 2011 è stata presidente della giuria al Festival di Cannes di quell'anno, e dal 2015 dirige le 4 stagioni della serie TV di successo Capitaine Marleau, la quale, durante la sua trasmissione in Francia, supera oltre i 30 milioni di telespettatori.

## Vita privata
Josée Dayan è dichiaratamente lesbica.

La Dayan ha sempre dichiarato di preferire di gran lunga le opere televisive a quelle cinematografiche: 
"Non mi ci vedo molto ad impiegare 3 anni della mia vita per mettere in piedi un progetto come un film in ambito cinematografico: perché? Semplicemente perché dopo 18 mesi non vorrei più farlo, mi sarei già annoiata. Al cinema la produzione di un soggetto, della sua sceneggiatura, dei finanziamenti… Insomma, tutto è molto più lungo che in televisione!".

## Filmografia

### Regista[9]

#### Cinema
- Le Chevalier de Pardaillan (1998)

#### Televisione
- Commissario Navarro (Navarro) – serie TV, 3x01-3x03 (1991)
- La rivière Espérance – serie TV, 9 episodi (1995)
- Julie Lescaut – serie TV, 7 episodi (1993-1996)
- Il conte di Montecristo (Le Comte de Montecristo) – miniserie TV (1998)
- Balzac - Una vita di passioni (Balzac) – film TV (1999)
- I miserabili (Les misérables) – miniserie TV (2000)
- Milady – film TV (2004)
- La maledizione dei Templari (Les rois maudits) – serie TV, 5 episodi (2005)
- La contessa di Castiglione – film TV (2006)
- Ni reprise, ni échangée – film TV (2010)
- Bounquet final – film TV (2011)
- Il caso Rasputin (Raspoutine) – film TV (2011)
- Fred Vargas: Crime Collection (Collection Fred Vargas) – serie TV, 6 episodi (2008-2019)
- Capitaine Marleau – serie TV, 34 episodi (2015-2023)
- La favorita del re (Diane de Poitiers) – miniserie TV (2022)[10]

#### Documentari
- Simone de Beauvoir (1979)

#### Cortometraggi
- Plein fer (1990)
- Amour et Chocolat (1992)

### Attrice
- Akoibon, regia di Édouard Baer (2005)
- Quello che non so di lei, regia di Roman Polanski (2017)